# Pierre Polinière
Pierre Polinière, né le 8 septembre 1671 à Coulonces où il est mort le 9 février 1734, est un médecin, mathématicien et physicien français, considéré comme le fondateur de la physique expérimentale en France.
Il est l'un des pionniers de la recherche sur l'électricité et il a également contribué à introduire la méthode scientifique au sein des universités françaises au début du XVIIIe siècle en promouvant la recherche expérimentale.

## Biographie
Pierre Polinière est né à Coulonces, dans le Calvados. Il est l'unique enfant de Jean-Baptiste Polinière et de Françoise Vasnier. Il perd son père à l'âge de trois ans et sa mère, consciente de son potentiel, veille à ce qu'il reçoive une bonne éducation.
Enfant doué, il fait ses études à l'Université de Caen-Normandie avant de rejoindre le Collège d'Harcourt à l'Université de Paris pour étudier la philosophie. Il y suit le cours de Pierre Varignon (1654-1722), père jésuite mathématicien et l'un des géomètres les plus célèbres de son temps.
Durant la décennie 1690, Pierre Polinière devient docteur en médecine. Il poursuit également ses recherches scientifiques, notamment dans le domaine de l'électricité, encore en germe.
Il étudie la lumière produite par les décharges d'électricité statique et découvre le phénomène de la lumière électrique, dans le même temps que le physicien anglais Francis Hauksbee (1666-1713), qui mène également des recherches indépendantes dans ce domaine. En 1706, il réalise ainsi une expérience en présence des membres de l'Académie des sciences au cours de laquelle il frotte longuement avec sa main une bouteille ouverte jusqu'à ce qu'elle soit échauffée : une lumière faible, étincelante à l'endroit où l'on frotte, apparaît.
Sa découverte selon laquelle l'électricité statique peut générer de la lumière l'a amené à penser que la foudre est une forme de décharge d'électricité statique.
Pierre Polinière présente publiquement ses expériences scientifiques et il fait régulièrement des démonstrations. En 1700, il réalise des démonstrations devant des étudiants de l'Université de Paris. Ses expériences deviennent très populaires et il compte dans son public parmi les principaux personnages de son époque : en 1722, appelé à la Cour par le cardinal Fleury, premier ministre d'État, il effectue des expériences devant le jeune roi de France Louis XV, alors âgé de douze ans.
En 1709, il publie ses Expériences de Physique, ouvrage auquel son énorme succès lui assure quatre rééditions entre 1718 et 1741 et plusieurs traductions. Le livre, dédié à Michel Chamillart, présente notamment le fruit des expériences de Polinière sur le magnétisme, la lumière, les couleurs, l'hydrostatique, ou encore les propriétés de l'air.
Outre ses expériences sur l'électricité, ses travaux l'ont conduit à faire des recherches sur l'anatomie, la mécanique, le son, l'aimant, la pyrotechnie et les odeurs.
Pierre Polinière soutient les théories d'Isaac Newton en optique : dans la deuxième édition de ses Expériences de Physique de 1718, il abandonne sa théorie sur les couleurs et adopte désormais la théorie de Newton selon laquelle la lumière blanche est un mélange des lumières des autres couleurs.
Polinière a également contribué à introduire la méthode scientifique en France. Influencé par les idées de Francis Bacon et de René Descartes qui consistent à étudier la nature par la voie de l'expérience, il défend l'adoption de la démarche scientifique inductive, au détriment de la logique déductive qui prévalait au sein des universités françaises de l'époque. Selon lui, la compréhension de la nature ne pouvait être atteinte qu'à partir de l'expérience.
À l'âge de 36 ans, il épouse Marguerite Asselin, dont le frère est le principal du Collège d'Harcourt. Le couple a deux fils, Julien-Pierre et Daniel, et deux filles, Jeanne et Marie.
Il décède en 1734 dans sa ville natale, Coulonces, à l'âge de 62 ans.